# Ekokardiografi

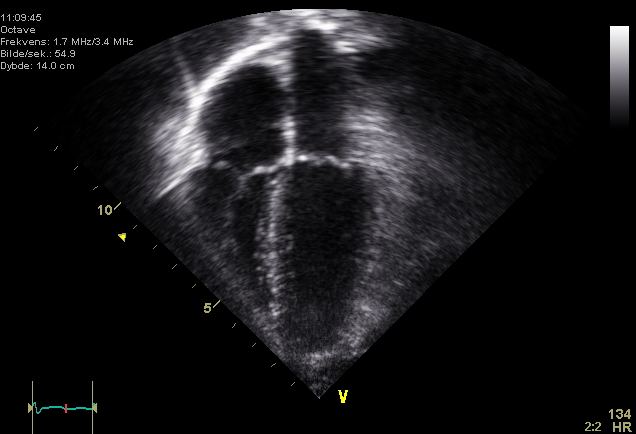
Ekokardiografi
Ultraljudsbild av hjärtat, visualiserat i ett sk. fyrakammarbild, där höger förmak (överst till vänster), vänster förmak (överst till höger), höger hjärtkammare (nederst till vänster) samt vänster hjärtkammare (nederst till höger) kan ses.

Ekokardiografi, hjärt-sonografi eller ultraljudskardiografi (UKG) är en ultraljudsbaserad medicinsk undersökningsmetod för att studera hjärtat. Tekniken ger en omedelbar avbildning av hjärtat i olika vyer som kan sparas som stillbilder eller rörliga sekvenser. I kombination med dopplerteknik kan man även visualisera blodföde i hjärtat med färgkodning av flödets riktning och hastighet. Man kan även mäta flödeshastigheter i olika delar av hjärtat, till exempel för att diagnosticera klaffsjukdomar, och med vävnadsdoppler kan man studera hur snabbt olika delar av hjärtat rör sig. Mer moderna varianter av ekokardiografi-utrustningar kan även skapa en simulerad tredimensionell realtidsvisning, som dock i jämförelse med den tvådimensionella realtidsvisningen har en nedsatt spatial upplösning. Ekokardiografi ger en precis, icke-invasiv och snabb bedömning av hjärtats funktion. En hjärtspecialist kan med denna metod bland annat snabbt bedöma hjärtklaffar, hjärtrummens dimensioner och graden av hjärtmuskelns sammandragningar. 

## Typer av mätningar
Det vanligaste ekokardiogrammet är ett transtorakalt ekokardiogram, förkortat TTE, som registreras genom en ultraljudsgivare eller prob som hålls mot patientens bröstkorg. 
En annan variant är transesofageal ekokardiografi, förkortat TEE, vilken innebär att en speciellt anpassad ultraljudsgivare införes i patientens matstrupe där man kommer nära inpå baksidan av hjärtat och kan registrera mycket detaljerade bilder av vissa delar av hjärtat, bland annat aorta, lungartärer, hjärtklaffar, samt vänster och höger hjärtförmak. Jämfört med TTE som enkelt kan utföras utan smärta för patienten så kräver TEE vanligtvis en lätt bedövning och ett lokalt smärtstillande glidmedel för matstrupen. Till skillnad från transtorakal ekokardiografi betecknas TEE som en invasiv metod, eftersom mätningen sker inne i kroppen.

## Historia
Den svenske läkaren Inge Edler beskrev den första versionen av ekokardiografen, M-mode, 1953 tillsammans med Hellmuth Hertz och de räknas därför som ekokardiografins upphovsmän. Den 29 oktober 1953 lyckades Inge Edler och Hellmuth Hertz utföra världens första medicinska ultraljudsundersökning på Medicinkliniken vid Lunds lasarett.
Edler använde ekokardiografen till pre-operativa undersökningar av mitralisklaffen i hjärtat, och kallas ofta för ekokardiografins fader.

## Brukare
Ekokardiografi utförs vanligtvis av kardiologer, kliniska fysiologer, biomedicinska analytiker och fysiologanalytiker.

## Fördelar och nackdelar
Ekokardiografin har flera fördelar, men också nackdelar, jämfört med andra kardiologiska avbildningstekniker:
Fördelar
- Snabb, non-invasiv och säker undersökningsmetod för patienten
- Relativt billig (den reella kostnaden är tiden det tar för personen att utföra undersökningen, samt en mindre utgift till ultraljudsgelén som skall appliceras på huden för kunna erhålla bilder. Andra avbildningstekinker (exempelvis hjärt-MR, invasiv koronararterigrafi och CT-KAG) är förhållandevis dyra.
- Resultatet från undersökningen får man i realtid
- Tekniken kan användas på hemodynamisk ostabila patienter, exempelvis vid hjärtstopp eller kardiogen shock
- Beprövad teknik, vars resultat korrelerar väl med prognosen för patienten

Nackdelar
- Relativt stor variabilitet i resultaten mellan undersökare, fabrikant av ultraljudsapparatet och från undersökning till undersökning
- Resultaten är starkt beroende av bildkvaliteten, som i sin tur är starkt beroende av kroppskompositionen hos patienten. Patienter med exempelvis KOL eller adipositas kan vara svåra att skapa bilder med acceptabel bildkvalitet
- Med inkorrekt avbildningsteknik kan man lätt överestimera hjärtfunktionen
- Tvådimensionell ekokardiografi avbildar ett tredimensionellt objekt (hjärtat) i två plan